# Siemionow
Siemionow – miasto w Rosji, w obwodzie niżnonowogrodzkim. W 2010 roku liczyło 24 473 mieszkańców.